# Sebastian Collberg
Erik Sebastian Collberg, född 23 februari 1994, är en svensk ishockeyspelare från Mariestad. Collberg är forward och spelar i Timrå IK. Han har tidigare spelat för Frölunda HC och Bridgeport Sound Tigers. Han var med i det svenska lag som vann guld vid junior-VM 2012. Han är draftad av Montreal Canadiens i den andra rundan av NHL-draften 2012 som 33:e spelare totalt.